# 長谷川義史
長谷川 義史（はせがわ よしふみ、1961年2月25日 - ）は、日本の画家、イラストレーター、絵本作家。大阪府藤井寺市の出身で、2022年4月18日からは「FUJIIDERA★AMBASSADOR」（同市の観光大使）も務めている。

## 経歴
藤井寺市立藤井寺小学校・藤井寺市立藤井寺中学校を経て、大阪府立長野北高等学校を卒業した。
大きい筆を使って自分の気持ちを絵で表現することを、小学6年時の担任だった美術教師（長谷川曰く「大西先生」）に教わった影響で、中学生時代に「絵を描くことを生業にしよう」と決意。高校から美術大学への進学を志していたが、小学校の1年時に実父を病気で亡くしてから母子家庭で育ってきたこともあって、実際には叶わなかった。そのため、美術関連の専門学校へ進学。卒業後も、看板を製作する会社や複数のデザイン会社で働きながら、絵やデザインの基礎を学んだ。
グラフィックデザイナーからイラストレーターへの転向を経て、2001年に『おじいちゃんのおじいちゃんのおじいちゃん』（BL出版）で絵本作家としての活動を開始。創作活動のかたわら、自作の絵本を朗読しながら即興で描画する「絵本ライブ」を日本各地で展開している。また、「いったん目にした風景の色を全て覚えていられる」という特技の持ち主で、屋外でのスケッチに基づく絵画や絵本の制作にも発揮。藤井寺市としては初めての「FUJIIDERA★AMBASSADOR」に任命された2022年には、市内の藤井寺駅（近鉄南大阪線）が開業100周年を迎えていたことから、100周年記念事業の一環として同駅の構内に新設された「藤井寺ご当地デザイン壁画」やデジタルサイネージ向けの描画も駅長から直々に任されている。
妻は絵本作家のあおきひろえ（1963年 - ）で、長谷川と出会った当時はイラストレーターとして活動。当時デザイン会社に勤務していた長谷川に対して、絵を自由に描く仕事へ専念することを勧めたほか、結婚後は長谷川の仕事の売り込みに尽力したという。また夫婦共作の作品として、2013年4月発売の絵本『シバ犬のチャイ』（BL出版）、2019年3月『おいせまいりわんころう』（ブロンズ新社）を著している。

## 作品
- 『いろはかるた奉行』（講談社） 2005
- 『パンやのろくちゃん』（小学館） 2006
- 『生麦生米生卵』（ほるぷ出版） 2006
- 『いいからいいから』（絵本館） 2006
- 『ぼくがラーメンたべてるとき』（教育画劇） 2007
- 『てんごくのおとうちゃん』（講談社） 2008
- 『だじゃれ日本一周』（理論社） 2009
- 『おならまんざい』（小学館） 2017

## 受賞歴
- 『おたまさんのおかいさん』- 講談社出版文化賞絵本賞（2003年）
- けんぶち絵本の里大賞（2004年、2007年、2009年）
- 日本絵本賞（2005年、2008年）
- 『ぼくがラーメンたべてるとき』- 小学館児童出版文化賞（2008年）
- 『あめだま』で第24回日本絵本賞翻訳絵本賞多数受賞。
- 『マンマルさん』（マック・バーネット文 ジョンクラッセン絵）第６７回産経児童出版文化賞翻訳作品賞（2020年）

## 出演番組
いずれも、毎日放送制作のテレビ番組。
- 『情熱大陸』（2011年6月26日）
- 『ちちんぷいぷい』木曜日
  - 2012年4月26日から2021年3月11日まで、ロケ企画「とびだせ!えほん」にリポーターとして月に1 - 2回のペースで出演。ロケVTRのみの登場ながら、「1日だけの小さな旅で絵本を作る」という趣向で、行く先々の風景をスケッチで描くことで知られる。前述した「大西先生」も、折に触れてロケに登場していたほか、企画へのアドバイスを送っていた。
- 『土曜のよんチャンTV』
  - 『ちちんぷいぷい』の終了に伴って中断していた「とびだせ!えほん」の放送を2021年5月8日から再開することに伴って、『ちちんぷいぷい』と同様のスタイルで出演。2022年3月12日まで放送された。番組自体が2022年3月26日で終了したことを受けて、同年4月21日からは「Hayaoki TV Director」（『ちちんぷいぷい』時代から担当していたディレクターの吉岡淳一が個人で運営するYoutubeチャンネル）で後継企画「長谷川義史のえほん散歩」を新たに配信している。
- 『三度の飯よりアレが好き!』
  - 『土曜のよんチャンTV』の放送枠を引き継いだうえで、毎日放送へ2018年以降に入社したアナウンサーが交互に登場する関西ローカル番組で、2022年6月18日から放送を開始した「三度の飯よりあの町が好き!」（「とびだせ!えほん」の流れを汲むロケ企画）に前田春香とのコンビで出演。番組自体が2023年3月25日で終了することに伴って、「三度の飯よりあの町が好き!」としては同月11日放送分で最終回を迎えた。ちなみに、吉岡はこの番組から「とびだせ!えほん」シリーズのロケに関与しておらず、最終回のロケは藤井寺市内で収録された。
- 『グッジョブ!』
  - 関西ローカル向けの生放送番組で、2023年4月16日から毎週土曜日の7時台前半に編成。同年5月13日放送分で、長谷川の単独出演による「とびだせ!えほん」（ロケ先は大阪市港区の天保山）を、通常は毎日放送のアナウンサーが週替わりで担当するロケ企画枠内で復活させている。ロケのスタイルやナレーター（フリーアナウンサーの寺田有美子）は上記の番組内で放送された時期と変わらないものの、放送上は「その出会いにグッジョブ!　長谷川義史のとびだせ!えほん」というタイトルを用いていて、第2回以降の放送の有無については未発表。